# Melanterius ellipticus
Melanterius ellipticus – gatunek chrząszcza z rodziny ryjkowcowatych i podrodziny Molytinae.
Gatunek ten opisany został w 1913 roku przez Arthura Millsa Lea.
Chrząszcz o ciele długości 4,5 mm, ubarwionym czarniawobrązowo z czułkami i stopami jaśniejszymi. Głowa z dość długim i cienkim ryjkiem o niepunktowanej linii środkowej oraz z szeroko rozdzielonymi oczami. Trzonek czułka tak długi jak funiculus, cienki, osadzony w ⅓ długości ryjka, licząc od wierzchołka. Na niewiele szerszym niż długim przedpleczu obecne gęsto rozmieszczone punkty, z których każdy opatrzony jest szczecinką. Pokrywy o dość silnie zaokrąglonych bokach, tworzących jeden kontur z bokami przedplecza, wyposażone w bardzo drobne szczecinki. W rzędach pokryw leżą podługowate, duże punkty. Międzyrzędy są ostro listwekowate w części wierzchołkowej, a po bokach prawie do nasady. Białawe szczecinki dość gęsto pokrywają odnóża. Ząbki na udach silne, a na przednich i środkowych goleniach haczyki.
Ryjkowiec australijski, znany z Queensland.